# Медеа (област)
Вижте пояснителната страница за други значения на Медеа.
Медеа (на арабски: ولاية المدية) е административно-териториална област в Алжир. Административен център е град Медеа.
Населението на областта е 819 932 жители (по данни от април 2008 г.), а площта ѝ е 8866 кв. км. Разположена е в централната част на Северен Алжир, близо до крайбрежието, по северните склонове на Атласките планини, югозападно от столицата Алжир.
Намира се в часова зона UTC+01. Телефонният ѝ код е +213 (0) 25.